# Spoorlijn Dublin - Rosslare
De spoorlijn Dublin - Rosslare is een spoorlijn van Iarnród Éireann en loopt vanaf Connolly Station in het centrum van Dublin tot aan Rosslare Europort: de ferry-haven van Rosslare.
Intercity-lijnen in Ierland zijn niet geëlektrificeerd en de intercity-treinen hebben dieseltractie. Het noordelijke deel van deze lijn wordt ook gebruikt voor de Dublin Area Rapid Transit (DART). Het traject vanaf Connolly tot aan Bray heeft twee sporen, terwijl het laatste traject vanaf Bray tot Greystones enkelspoors is. Omdat de DART elektrische tractie heeft is het spoor tot aan Greystones voorzien van bovenleidingen.

## DART
De DART-lijnen vanaf Howth en Malahide gebruiken vanaf Connolly Station de spoorlijn Dublin-Rosslare. Behalve het traject dat echt tot de stad Dublin gerekend kan worden (Connolly Station tot Sydney Parade station) volgt de lijn de kust, en een klein deel ligt zelfs in zee.
Haltes van de DART zijn vanaf Connolly: Tara Street Station (zuidoever van de Liffey), Pearse Street Station, Grand Canal Dock, Lansdowne Road (de halte van het nieuwe Aviva Stadion), Sandymount, Sydney Parade, Booterstown, Blackrock, Seapoint, Salthill and Monkstown, Dún Laoghaire (haven), Sandycove and Glasthulle, Glenageary, Dalky, Killiney, Shankill, Bray Daily en Greystones.
De DART-lijnen stoppen in alle stations, maar in beide richtingen kunnen de eindhaltes verschillen. Op dit zuidelijke traject eindigen de meeste treinen in Bray en loopt ongeveer 1 op de 3 treinen nog door tot terminus Greystones.

## Commuter
Naast de DART exploiteert Iarnród Éireann ook de zogenaamde Commuter-diensten: dit zijn dieseltreinen die gericht zijn op het vervoeren van mensen uit de verderaf gelegen plaatsen rond Dublin met de stad. Commuter-treinen stoppen niet op alle haltes, maar omdat de treinen elkaar niet kunnen inhalen en het traject van deze lijn intensief gebruikt wordt kan het voorkomen dat een Commuter-trein direct achter een DART-trein zit en daardoor regelmatig voor een DART-halte moet wachten totdat de DART-trein voor hem vertrokken is.
De commuter rijdt vanaf Greystones nog naar de halte Killcooly en de stations van Wicklow, Rathdrum, Arklow en Gorey.

## Intercity
Vanaf Connolly zijn er rechtstreekse intercitytreinen naar de haven van Rosslare: Rosslare Europort. Vanaf Rosslare zijn er veerboot diensten naar station Fishguard Harbour (Stena Line) en Pembroke Dock (Irish Ferries), beiden in Wales en er zijn diensten rechtstreeks naar Frankrijk: Cherbourg van operator Celtic Link en Irish Ferries en een lijn naar Roscoff van Irish Ferries. Behalve passagiersdiensten zijn er ook vrachtveerdiensten naar Wales en Frankrijk.
De intercitytreinen worden zodanig ingepland dat ze niet vlak achter een DART- of Commuter-trein rijden omdat Intercity's maar op enkele haltes stoppen: Connolly, Tara Street, Pearse, Dun Laoghaire, Brey, Greystones, Wicklow, Rathdrum, Arklow, Gorey, Enniscorthy, Wexford, Rosslare Strand en Rosslare Europort.
De reistijd is ongeveer 2:55 uur en er rijden 3 of 4 rechtstreekse treinen per dag in beide richtingen en een aantal treinen die een deel van het traject rijden.

## Rollend materieel

### DART
Voor de DART-diensten Greystones/Bray naar Howth of Malahide worden vier verschillende elektrische treinstellen ingezet.
| Class           | Foto | Type                 | Maximumsnelheid | Maximumsnelheid | Aantal | Bouwjaar |
| Class           | Foto | Type                 | mpu             | km/u            | Aantal | Bouwjaar |
| --------------- | ---- | -------------------- | --------------- | --------------- | ------ | -------- |
| CIE 8100 klasse |      | Elektrisch treinstel | 62              | 100             | 38     | 1984     |
| IE 8500 klasse  |      | Elektrisch treinstel | 68              | 110             | 4      | 2000     |
| IE 8510 klasse  |      | Elektrisch treinstel | 68              | 110             | 3      | 2002     |
| IE 8520 klasse  |      | Elektrisch treinstel | 68              | 110             | 10     | 2004     |

### Commuter
De Commuter-treinen hebben globaal gezien hetzelfde uiterlijk als de DART-treinen en ook de kleurstelling is hetzelfde, maar hebben dieseltractie in plaats van elektrisch. De gebruikte modellen op deze lijn zijn:
| Model    | Foto           | Type            | Maximumsnelheid | Maximumsnelheid | Aantal                     | Bouwjaar  |
| Model    | Foto           | Type            | mph             | km/u            | Aantal                     | Bouwjaar  |
| -------- | -------------- | --------------- | --------------- | --------------- | -------------------------- | --------- |
| IE 2800  |                | dieseltreinstel | 75              | 120             | 10                         | 2000      |
| IE 2900  | 2900 Class DMU | dieseltreinstel | 75              | 120             | 29                         | 2002–2005 |
| IE 22000 |                | dieseltreinstel | 100             | 160             | 29 3-wagens en 12 6-wagens | 2007–2008 |

### Intercity
Ierland heeft een moderne vloot van Intercitytreinen. Er is catering aan boord en alle stoelen hebben een 240V AC stopcontact.
| Model       | Foto | Type            | Maximumsnelheid | Maximumsnelheid | Aantal                     | Bouwjaar  |
| Model       | Foto | Type            | mph             | km/u            | Aantal                     | Bouwjaar  |
| ----------- | ---- | --------------- | --------------- | --------------- | -------------------------- | --------- |
| IE 22000 IC |      | dieseltreinstel | 100             | 160             | 29 3-wagens en 12 6-wagens | 2007–2008 |